# Nick Jr. Polska
Nick Jr. Polska ist eine polnischsprachige Version des amerikanischen Senders Nick Jr., der von ViacomCBS Networks International ausgestrahlt wird. Das Programmangebot richtet sich in erster Linie an Kinder von 2 bis 6 Jahren und wird 24 Stunden am Tag gesendet mit Sendungen wie PAW Patrol und Blaze und die Monster-Maschinen.
Bei Nick Jr. Polska handelt es sich um einen Schwesterkanal für eine jüngere Zielgruppe von Nickelodeon, der ebenfalls in Polen frei empfangbar ist und auch von MTV Networks ausgestrahlt wird. Neben der Version in polnischer Sprache  wurde der Kanal auch mit englischen, arabischen, kroatischen, russischen, rumänischen, serbischen und ungarischen Sprachfassungen ausgestattet. Seit dem 1. November 2015 gibt es den Sender nur noch in polnischer und der originalen Sprache des jeweiligen Programms, da Cyfrowy Polsat die Lizenzen für die tschechische, rumänische, bulgarische, ungarische, serbische und slowenische Version besitzt.

## Sendungen

### Aktuell
- Barbapapa und Familie
- Bubble Guppies
- Blaze und die Monster-Maschinen
- Blue's Clues und Du
- Calvin & Kaisons Play Power
- Die Waldtruppe
- Dora
- Frankie & Frank
- Paddingtons Abenteuer
- PAW Patrol
- Peppa Wutz

### Ehemalig
- Abby Hatcher
- Butterbean’s Café
- Diego
- Fifi und die Blumenkinder
- Louie
- Little Charmers
- Ben & Hollys kleines Königreich
- Little Bill
- Max & Ruby
- Ni hao, Kai-lan
- Pop Pixie
- Roary, der Rennwagen
- Rusty Rivets
- Nella, die Ritterprinzessin
- Shimmer und Shine
- Sunny Day
- Top Wing
- Blue’s Clues – Blau und schlau
- Wanda und das Alien
- Wonder Pets!
- Zack und Quack